# NGC 4881
NGC 4881 (również PGC 44686 lub UGC 8106) – galaktyka eliptyczna (E), znajdująca się w gwiazdozbiorze Warkocza Bereniki. Odkrył ją Heinrich Louis d’Arrest 22 kwietnia 1865 roku.